# Max Radler
Max Fritz Adolf Radler (* 15. Januar 1904 in Breslau; † 19. November 1971 in München) war ein deutscher Maler und Karikaturist. Seine Gemälde im Stil der Neuen Sachlichkeit tendieren zum Magischen Realismus. Häufige Motive sind Eisenbahnen und Industrielandschaften. Nach 1945 machte Radler sich auch als Karikaturist einen Namen, wobei er sich mit dem Militarismus und den Nachwirkungen des Nationalsozialismus auseinandersetzte.

## Leben und Werk
Max Radler wurde am 15. Januar 1904 als Sohn des Stellmachers Max Paul Radler und seiner Ehefrau Maria, geb. Reich, in Breslau geboren. Bis 1918 lernte er in einer Stuckatur-, Schreiner- und Bildhauerwerkstatt in Oppeln (Oberschlesien), dann wurde er zum Dekorationsmaler ausgebildet. 1923 nahm er in München eine Arbeit als Dekorationsmaler an. Gleichzeitig studierte er an der Kunstgewerbeschule bei Otto Grassl und Georg Schrimpf. Er lernte seine zukünftige Frau Rosmina kennen, die später auch als Malerin wirkte. Rosmina Radler schuf Stillleben und Kinder- und Frauenbildnisse.
Danach war Radler als freier Maler tätig; ab 1930 gehörte er der Gruppe Die Juryfreien an.
Seine Bilder sind geprägt durch die Neue Sachlichkeit, zeigen aber oft surrealistische Anklänge an den Magischen Realismus.
Der technikbegeisterte Künstler malte vorwiegend städtische Landschaften, oft mit Brücken und Eisenbahnen, aber auch Frauenbildnisse und Personen im technischen Umfeld. Bekannt ist sein Gemälde Der Radiohörer von 1930, dass durch eine Schenkung 1972 in die Sammlung der Städtischen Galerie im Lenbachhaus in München gelangte.
Radler war befreundet mit Oskar Maria Graf, für dessen Buch Dorfbanditen er Holzschnitte anfertigte.
Nach dem Zweiten Weltkrieg arbeitete Radler beim Verlag W. E. Freitag als Karikaturist für die wiederbelebte Zeitschrift Simplicissimus. Außerdem war es als Zeichner für den Schwabinger Bilderbogen und die Kinderzeitschrift Ping Pong tätig. Er schuf auch weiterhin Gemälde und beteiligte sich als Mitglied der Neuen Gruppe regelmäßig an den Großen Kunst-Ausstellungen München im Haus der Kunst. 
Bis in die 1950er Jahre arbeitete der Künstler immer mal wieder als Maurer oder Anstreicher, weil die Einkünfte aus seiner künstlerischen Tätigkeit nicht ausreichten.
Max Radler starb am 19. November 1971 im Alter von 67 Jahren in München an einem Herzinfarkt.

## Ausstellungen (Auswahl)
zu Lebzeiten
- 1941 und 1943: München, Große Deutsche Kunstausstellung[3]

posthum
- 1989: München, Karl & Faber – Max Radler, Rosmina Radler
- 2019: Hamburg, Bucerius Kunst Forum – Welt im Umbruch – Kunst der 20er Jahre

## Illustrationen
- Max Radler, Walter Krumbach: Jakl auf der Wanderschaft. Eine lustige Bildergeschichte. Alterberliner Verlag Lucie Grozser, Berlin 1958. – Elektronische Reproduktion Deutsche Nationalbibliothek, Leipzig, Frankfurt am Main 2021.